# Die tödlichen Träume
Die tödlichen Träume ist ein Spielfilm von Paul Martin aus dem Jahr 1950. Er vermischt Motive verschiedener Erzählungen des Schriftstellers E. T. A. Hoffmann.

## Handlung
Albert Winter, Student der Philologie, verbringt seine Semesterferien in Bamberg, um hier kunsthistorische Studien zu betreiben. Er wohnt am Schillerplatz zur Untermiete bei Trödler Alexis Wilbrand, der ihm prompt das Zimmer vermietet hat, in dem früher der Dichter E. T. A. Hoffmann lebte. Im Laden Wilbrands entdeckt Albert eine kaum handgroße weibliche Statue, die Wilbrand als Trödel abtut und die Albert mit auf sein Zimmer nimmt. Die Statue weist erstaunliche Übereinstimmungen mit der Tochter des Trödlers, Angelika, auf.
Im Haus gehen um Mitternacht merkwürdige Dinge zu. Die Figuren eines Bühnenmodells erwachen zum Leben und beginnen scheinbar, Fouqués Undine aufzuführen. Die Tuschezeichnung eines Mannes mit Zylinder erwacht zum Leben und stellt sich Albert als E. T. A. Hoffmann persönlich vor. Während Albert in einen Dämmerschlaf verfällt, erzählt Hoffmann ihm die „Tödlichen Träume“, Geschichten, die teilweise Jahrhunderte zurückgehen und in deren Handlung immer Albert in verschiedenen Rollen im Mittelpunkt steht. Dabei vermischen sich Fiktion und wahre Erlebnisse Alberts, so die Begegnungen mit Alexis Wilbrand und einem geheimnisvollen Mädchen, das er am Vortag im Bamberger Dom gesehen hatte.

## Produktion
Die tödlichen Träume war „die erste Hoffmann-Adaption nach dem Zweiten Weltkrieg“, die unter anderem Doppelgängermotive aus Werken wie Der Spieler und Das Fräulein von Scuderi aufgreift. Die Dreharbeiten fanden im Atelier Wiesbaden und in Bamberg (Dom, Alte Hofhaltung, Rosengarten, Böttingerhaus) statt.
Die deutsche Erstaufführung fand am 10. Januar 1951 in der „Kurbel“ in Berlin statt. Der Film lief 1951 im Wettbewerb der Filmfestspiele in Cannes. Der Film lief später in Teilen geändert und mit „Happy End“ unter dem Titel Liebestraum.

## Kritik
Das Lexikon des Internationalen Films sah in Die tödlichen Träume den „Versuch deutscher Nachkriegsproduktion, kultiviert zu unterhalten“. Der Film besäße „vorzügliche… Schauspieler… in Mehrfachrollen“ und eine „kongeniale… Kameraführung“, sei jedoch „vom Drehbuch und der Regie recht umständlich entwickelt.“ „Der Film scheint durchaus seriös und anspruchsvoll gemeint, aber er geht in der Wirkung trotz der in doppelten und dreifachen Rollen aufgebotenen Prominenz restlos fehl“, befand die Berliner Zeitung.

## Auszeichnungen
Schauspieler Rudolf Forster wurde 1950 von der Gesellschaft der Freunde E. T. A. Hoffmanns die bronzene E. T. A. Hoffmann-Plakette für seine Darstellung des Dichters in Die tödlichen Träume verliehen. Das Land Nordrhein-Westfalen verlieh dem Film das Prädikat künstlerisch hochstehend.